# Olewin (Petite-Pologne)
Pour les articles homonymes, voir Olewin.
Olewin est une localité polonaise de la gmina et du powiat d'Olkusz en voïvodie de Petite-Pologne.